# Leptictidae
De Leptictidae zijn een familie van uitgestorven zoogdieren die van het Paleoceen tot in het Oligoceen voorkwamen in Noord-Amerika. Het waren insectivoren en omnivoren met een lange snuit, grote achterpoten en kleinere voorpoten.

## Taxonomie
- Familie Leptictidae
  - Amphigyion
  - Gallolestes
  - Labes
  - Lainodon
  - Leptonysson
  - Palaeictops
  - Praolestes
  - Wania
  - Onderfamilie Leptictinae
    - Blacktops
    - Ictopidium
    - Leptictis
    - Myrmecoboides
    - Ongghonia
    - Prodiacodon
    - Protictops